# Konflikt FISA-FOCA
Konflikt FISA-FOCA – konflikt trwający na przełomie lat 70 XX w. i 80 XX w. pomiędzy dwoma organami zajmującymi się organizacją Formuły 1 – FISA (Fédération Internationale du Sport Automobile) i FOCA (Formula One Constructors Association). Konflikt rozpoczął się w latach 70 XX w. i osiągnął apogeum, kiedy zespoły Formuły 1 stanęły po stronie FOCA, tworząc swoisty związek zawodowy, i zbojkotowały Grand Prix San Marino 1982.

## Wstęp
Konflikt miał miejsce pomiędzy FISA (ówcześnie organ wykonawczy FIA) oraz FOCA. Zamieszani w niego byli głównie Jean-Marie Balestre (prezydent FISA) oraz Bernie Ecclestone (przywódca FOCA oraz właściciel zespołu Brabham) i Max Mosley (doradca zespołu Brabham i FOCA).
W latach 70 XX w. FOCA spełniła prośby zespołów skarżących się na złą organizację wyścigów – ustalono, że wszyscy pracownicy na torze (włącznie ze sprzątaczami) muszą być zawodowcami, a niepotrzebni są na nich działacze FIA. Dzięki temu w ciągu kilku lat poprawiono organizację wyścigów, a FOCA stała się ciałem faktycznie zarządzającym wyścigami Formuły 1.
W roku 1978 nowym prezydentem CSI (Commission Sportive Internationale de la FIA) został Francuz, Jean-Marie Balestre, który następnie zmienił nazwę tejże organizacji z CSI na FISA. W roku 1979 FIA nie zgodziła się na uznanie autonomii FOCA w sprawach finansowych, po czym poprosiła FISA o zbadanie, czy powołana z inicjatywy FOCA doradcza komisja techniczna FOC (Formula One Commission) jest organizacją legalną. Ponadto FIA oskarżała FOCA o to, że ta próbuje ingerować w wyniki wyścigów. FOCA ignorowała te zarzuty, a ponadto dalej była organizacją de facto zarządzającą Formułą 1. Po stronie FOCA stanęły wszystkie zespoły, z wyjątkiem Ferrari, Renault i Alfy Romeo.

## 1980
W lutym 1980 roku FISA ogłosiła, że ze względów bezpieczeństwa od początku sezonu 1981 zespoły nie będą mogły używać ruchomych elementów ograniczających przepływ powietrza pod nadwoziem, ponadto zostanie zwiększona minimalna masa samochodu. Zmiany te faworyzowały zespoły używające silników z turbodoładowaniem, tj. Ferrari, Renault i Alfę Romeo, natomiast wpływały negatywnie na samochody używające wolnossących jednostek napędowych Cosworth DFV.
15 kwietnia 1980 roku FIA ustaliła na posiedzeniu między innymi, że:
1. Likwiduje się Mistrzostwa Świata Kierowców (mające miejsce od 1950 roku) oraz Mistrzostwa Świata Konstruktorów (odbywające się od roku 1958);
2. Od roku 1981 w ich miejsce organizuje się Mistrzostwa Świata Formuły 1 FIA (FIA Formula One World Championship);
3. Udziela się FISA nieograniczonych pełnomocnictw do zarządzania i nadzoru nad wszystkimi aspektami finansowymi nowych Mistrzostw Świata Formuły 1.

Ponadto w oświadczeniu prasowym FISA przekazała, że ma nadzieję, iż przewodniczący oraz Komitet Wykonawczy FISA niezwłocznie podejmą właściwe kroki, by w roku 1981 FISA sprawowała pełną kontrolę nad podległymi jej mistrzostwami, "zawłaszczonymi przez pewne prywatne instytucje, niezwiązane z FIA".
Balestre ustalił ponadto, że nieobecność na odprawach przed wyścigiem będzie surowo karana. Większość zespołów nie zjawiła się na odprawie przed Grand Prix Holandii, wiele zespołów nie było obecnych również na odprawie przed Grand Prix Monako. Przed Grand Prix Hiszpanii Balestre ogłosił, że grzywna została nałożona na osiemnastu kierowców, a kto nie zapłaci, straci licencję przez krajowe automobilkluby. Jako że prawie nikt nie zapłacił, Balestre ogłosił, że ten, kto dalej nie uiści grzywny, nie będzie miał prawa udziału w piątkowej sesji treningowej przed Grand Prix Hiszpanii. Sprzeciwił się temu prezes RACE (hiszpańskiego automobilklubu), Fernando Marquis de Cubas Falco, który przekazał królowi Juanowi Carlosowi całą sytuację, po czym przesłał FIA pismo, że automobilklub Hiszpanii przejmuje od FEA (Hiszpańskiego Związku Motorowego) organizację wyścigu o Grand Prix Hiszpanii, ponadto powiedział mediom, że obecność Balestre na wyścigu nie jest wskazana.
Piątkowa sesja treningowa odbyła się z udziałem zespołów Ferrari, Renault i Alfa Romeo, ale po 30 minutach z powodu rozruchów poza torem została przerwana, gdyż okazało się, że działacze RACE próbowali usunąć z toru obsadę FEA, która ostatecznie na wniosek króla Hiszpanii tor ten opuściła. Po tym fakcie w sesji treningowej wzięły udział wszystkie zespoły, poza Ferrari, Renault i Alfą Romeo.
Tydzień po Grand Prix Hiszpanii FIA ustaliła między innymi, że FOCA i jej przedstawiciele są usunięci między innymi z Komisji Sportowej Formuły 1, oraz że wyścig o Grand Prix Hiszpanii odbył się nielegalnie, a kierowcy biorący w nich udział są do odwołania zawieszeni we wszystkich imprezach sportowych organizowanych przez FISA. Balestre próbował namówić czołowe zespoły Formuły 2 do uczestnictwa w Grand Prix Francji, ale próby te zakończyły się fiaskiem, i do zawieszenia kierowców z powodów marketingowych nie doszło. Następnie wyścigi były już uznane za legalne.
28 października 1980 roku FIA ogłosiła nowy regulamin mistrzostw. 31 października Bernie Ecclestone zwołał konferencję prasową, na której rozdał dokumenty zawierające przepisy oraz kalendarz mistrzostw World Professional Drivers' Championship; były w nich także załączniki zawierające mowy Balestre przeciwko FOCA oraz argumenty, dlaczego nie powinien on być prezydentem FISA. FOCA zapowiedziała również utworzenie niezależnej od FIA organizacji o nazwie WFMS (World Federation of Motorsport), mającej sprawować nadzór sportowo-techniczny. W kalendarzu mistrzostw FIA było 14 wyścigów, a w kalendarzu FOCA – 18 z czego 11 z nich pokrywało się, przy czym to FOCA dysponowała większością umów podpisanych z organizatorami wyścigów, w tym z organizatorem Grand Prix Francji, Jeanem-Marie Balestrem.

## 1981
Pierwszy wyścig w kalendarzu FISA, Grand Prix Argentyny, przesunięto na kwiecień. Pierwszym wyścigiem w kalendarzu FOCA natomiast był wyścig o Grand Prix RPA, znajdujący się również w kalendarzu FISA. Na wyścigu tym pojawiły się wszystkie zespoły z wyjątkiem Ferrari, Renault i Alfy Romeo. Wyniki wyścigu (wygranego przez Carlosa Reutemanna na Williamsie) nie zostały uznane przez FIA.
Pod koniec lutego konflikt starał się załagodzić Enzo Ferrari. Zasugerował on, aby stworzyć dokument, który miałby być kompromisem między FOCA a FISA. W dokumencie tym napisano, że FISA i FIA nie mają już kontroli nad przepływem pieniędzy w Formule 1, ale za to zachowują uprawnienia co do spraw sportowych i technicznych. Balestre dokument ten podpisał, zmieniając jedynie jego nazwę na Concorde Agreement. W związku ze zgodą FISA na warunki FOCA, mistrzostwa Formuły 1 były jednolite, a od Grand Prix Stanów Zjednoczonych Zachód w mistrzostwach startowały wszystkie zespoły.

## 1982
Kiedy wydawało się, że konflikt jest już zażegnany, FIA wprowadziła przepis mówiący o tym, że kierowca nie dostanie superlicencji, jeżeli będzie jeździł dla innego zespołu aniżeli zakontraktowanego. GPDA (Grand Prix Drivers' Association), "związek zawodowy" kierowców, którego przywódcami byli wtedy Didier Pironi i Niki Lauda, zorganizował "strajk" podczas Grand Prix Republiki Południowej Afryki. Za GPDA opowiedziała się większość kierowców. Po długich debatach pomiędzy FISA, FOCA i GPDA ustalono, że przepis ten zostanie zniesiony.
W roku 1982 Ferrari, Alfa Romeo i Renault używały silników z turbosprężarką, które były szybsze i łatwiejsze w prowadzeniu, niż wolnossące silniki Cosworth DFV, dlatego też szefowie zespołów używających jednostek Coswortha szukali luk w przepisach, które pozwoliłyby im zbliżyć się osiągami do zespołów używających silników turbo. Przed Grand Prix Brazylii zespoły znalazły lukę w przepisie dotyczącym ważenia pojazdów. Przepis głosił, że bolidy przed wyścigiem muszą być ważone ze wszystkimi płynami i smarami, ale nie mówił, czy te płyny i smary mają się znajdować po zakończeniu wyścigu. Na Grand Prix Brazylii zespoły stojące po stronie FOCA pojawiły się z "hamulcami chłodzonymi wodą"; w bolidach znajdowały się także ogromne zbiorniki z wodą, które – zdaniem szefów zespołów – dostarczały wodę do hamulców. W rzeczywistości woda ze zbiorników nie była używana do chłodzenia hamulców, a na początku wyścigu była ona rozpryskiwana, dzięki czemu bolid był lżejszy. Jednakże po wyścigu (rzadziej podczas końcowego pit stopu) zespoły napełniały zbiorniki po to, by podczas ważenia po wyścigu samochody miały przepisową masę. Pierwsze trzy miejsca w wyścigu zajęli odpowiednio Nelson Piquet (Brabham), Keke Rosberg (Williams) i Alain Prost (Renault, bez "hamulców chłodzonych wodą"). Renault złożyło skargę na Brabhama i Williamsa twierdząc, że ich samochody nie były zgodne z regulaminem, w związku z czym zdyskwalifikowano Piqueta i Rosberga. FISA oskarżyła FOCA o celowe błędne interpretowanie przepisów, na co FOCA odpowiedziała, że niektóre przepisy są niejasne, a to, co nie jest prawem zakazane, jest dozwolone. Williams i Brabham odwołały się od dyskwalifikacji.
Było wiadome, że decyzja Światowej Rady Sportów Motorowych na pewno pojawi się po Grand Prix Stanów Zjednoczonych Zachód. Na wyścig ten Ferrari również postanowiło nagiąć przepisy, i w obu ich samochodach zamiast jednego tylnego spojlera pojawiły się dwa mniejsze – jeden nieznacznie wysunięty przed drugi. Wprawdzie szerokość była zgodna z regulaminem, ale efekt takiego rozwiązania byłby identyczny, gdyby jeden tylny spojler był dwa razy szerszy niż wymagany regulaminem. Ferrari utrzymywało, że w regulaminie nie jest napisane, iż w samochodzie musi być tylko jeden tylny spojler, tak więc ta zmiana w ich wykonaniu była z nim zgodna. FIA nie podzieliła tego zdania; postanowiono o dyskwalifikacji Gilles’a Villeneuve’a. Po Grand Prix USA Zachód postanowiono o dyskwalifikacji z Grand Prix Brazylii jedynie Rosberga i Piqueta (dzięki czemu wygrało Renault), mimo że inne zespoły zastosowały identyczne rozwiązanie co Williams i Brabham.
FOCA planowała zorganizowanie bojkotu podczas Grand Prix San Marino. Przypuszczano, że bojkot zorganizują wszystkie zespoły trzymające stronę FOCA, chcąc w ten sposób wyrazić solidarność, zaprotestować przeciwko manipulowaniu regulacjami i domagać się rekompensat finansowych; Colin Chapman i Frank Williams grozili, że wycofają swoje zespoły, jeśli Balestre dalej będzie prezydentem FISA. Ostatecznie kilka zespołów stojących za FOCA wycofało się z bojkotu z powodu "zobowiązań wobec sponsorów". Do zespołów tych należały Tyrrell, Toleman i ATS, a w Grand Prix San Marino ostatecznie wystartowało 14 kierowców. Szefowie FOCA utrzymywali, że Grand Prix San Marino zostało zbojkotowane z powodu dyskwalifikacji Piqueta i Rosberga.
W tym okresie FIA dokonała pewnych zmian w regulaminie – od tej pory samochód musiał ważyć przynajmniej 585 kilogramów, a jego ważenie odbywało się podczas sesji treningowej lub kwalifikacyjnej, tak więc prawdopodobieństwo tego, iż zespoły zachowają się podobnie jak podczas Grand Prix Brazylii, zostało znacznie zmniejszone.

## Zakończenie
Po Grand Prix San Marino konflikt ustał, chociaż mimo nieporozumień w 1982 roku de facto został on zażegnany już w 1981 roku dzięki porozumieniu Concorde. FISA i FIA zachowały uprawnienia co do spraw sportowych i technicznych Formuły 1, straciły natomiast kontrolę nad przepływem pieniędzy. Zespoły zobowiązywały się startować w każdym Grand Prix (wcześniej niektóre zespoły czasami z powodów "komunikacyjnych" nie zjawiały się na torach w kontynentach innych niż Europa). Ustalono także, że zespoły otrzymają – każdy po równo pod warunkiem zdobycia minimum 1 punktu w sezonie – premie po równo z tytułu podróży na Grand Prix. Porozumienie Concorde, z pewnymi zmianami, obowiązuje do dzisiaj.